# Tingdong
Tingdong är en ort i Kina. Den ligger i provinsen Guizhou, i den sydvästra delen av landet, omkring 220 kilometer sydost om provinshuvudstaden Guiyang. Antalet invånare är 1 577.